# Tele Setar
Tele Setar è stata un'emittente televisiva fondata nel 1983 da Antonio Depau. Ha fatto parte del circuito televisivo Italia 9 Network.

## Storia
Gli studi erano siti a Quartu Sant'Elena, nel complesso alberghiero Hotel Setar, sito nella litoranea di Quartu Sant'Elena in loc. S'Oru e Mari - Foxi.
Fino al marzo 1985, grazie alla sua rete, composta da 5 impianti, la copertura era limitata alle sole province di Cagliari, che comprendeva le attuali Carbonia - Iglesias e Villacidro - Sanluri, e quella di Oristano. Successivamente fu estesa al resto dell'isola, con l'accensione di ulteriori 7 impianti.
Inizialmente Tele Setar produceva trasmissioni di informazione, come il rotocalco Zoom, sport, fra cui la rubrica settimanale del martedì sera Dodicesimo in Campo, cultura e folklore, come lo spettacolo di intrattenimento Sa Cantada.
Negli anni Novanta furono trasmessi programmi musicali ideati e condotti dai dj di Radio Setar Studio One, fra cui Suburbia, One Night e Blocco Notes. Nel 1994 nacque il programma di Gennaro Longobardi "Per la strada", poi passato a Sardegna 1.
A metà dell'estate del 1996 l'emittente entrò in crisi: già disattivata da qualche tempo gran parte della rete di trasmettitori, a parte quello di Cagliari e comuni limitrofi, fu costretta a sospendere le trasmissioni (le riprese poi in autunno).
Dal 1998 al 2000, fino al cambio gestione, l'emittente fece parte della syndication Italia 9 Network. Oltre ai programmi del circuito (film, telefilm, cartoni animati e telenovelas) trasmetteva la rubrica cinematografica Cinemondo, realizzata dalla Isvema, condotta dall'ex attrice e produttrice cinematografica Solvi Stübing, la serie di documentari Natura Selvaggia e, la notte, il programma erotico Frutto Proibito.
Nel 2000 l'emittente venne ceduta a due imprenditori cagliaritani: il produttore televisivo Marco Loi e l'editore Ettore Gasperini.
La sede venne pertanto trasferita da Quartu a Cagliari, presso la società di produzione televisiva del primo dei due nuovi soci.
Nonostante l'ampliamento dei locali televisivi e un miglioramento tecnico nella produzione dei programmi, l'uscita dal circuito Italia 9 Network e la scarsa raccolta pubblicitaria - unita al poco affiatamento gestionale fra i due soci - portarono dopo soli due anni all'inevitabile chiusura del canale, oberato dai debiti, che avvenne il 27 settembre 2002.

## Programmi
- Zoom, rotocalco d'informazione
- Dodicesimo in campo, rubrica di sport
- Sa Cantada, spettacolo di folklore
- Suburbia, programma musicale
- One Night, programma musicale
- Block Notes, programma musicale
- Cinemondo, rubrica cinematografica
- Natura Selvaggia, serie di documentari
- Frutto proibito, programma erotico
- Superclasse, torneo fra scuole elementari e medie
- Diretta ambiente, rubrica sull'ambiente